# Herren von Hollenburg

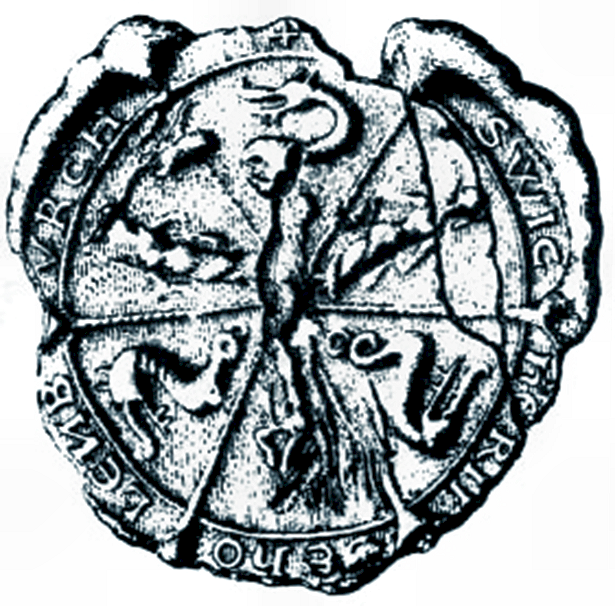
Wappen der Grafen von Hol(l)enburg, Kärnten 1238

Die Herren von Hollenburg (Holenburg, Hollenburger) waren ein Kärntner Adelsgeschlecht, das über das 12. Jahrhundert hinaus im östlichen Rosental und um Steuerberg wirkte und 1246 erlosch. Ihr Name stammt von ihrem Herrschaftszentrum, der Hollenburg.

## Geschichte
Ahnherr der Hollenburger Burgherren könnte nach Hausmann jener Swiker sein, der 1042 und 1043 als Vogt der hl. Hemma bei der Gründung ihres Klosters Gurk bzw. bei der Ausstattung ihrer Eigenkirchen fungierte.
Die Frage, ob Burg und Herrschaft Hollenburg ursprünglich eher freies Eigen der Hollenburger oder vielleicht die Ossiacher Stifterfamilie (Graf Ozi) der Erstbesitzer und Lehnsherr war, ist nicht geklärt; auch andere Möglichkeiten werden diskutiert, z. B. Salzburg als Lehnsherr sowie Hollenburg als  Eppensteiner, später Bamberger Lehen.
Die Hollenburger waren auch Lehensmänner oder aber Eigentümer von Steuerberg, das wohl durch Petrissa von Feistritz an die Hollenburger kam.
Nach ihrem Aussterben 1246 wurden sie von den Herren von Pettau beerbt.

## Stammliste
1. Swiker I., um 1125/30, 1142 „senior de Holenburch“ Zeuge bei Gründung von Stift Viktring (als Gefolgsmann von Graf Bernhard, vielleicht aber auch als Freier; wegen freien Eigengutes im Viktringtal)
  1. Reginher, um 1125/30, um 1145 „liber homo“/„nobilis“ (Edelfreier), „de Touernich“ (Steuerberg): Schenkung von Schloss und Besitz Großkirchheim an Stift Admont anlässlich des Eintrittes des Knaben Liutold in den Admonter Konvent, 1147 Kreuzzug mit König Konrad III., um 1149 Bestätigung einer Schenkung an Admont (zwei Huben in Glödnitz und eine Taverne in Steuerberg), 1168/69 „ministerialis marchionis de Styre“, 1169 „de Styrberch“, zuletzt mit Gemahlin in Admonter Konventen, gestorben ohne weltliche Leibeserben, Steuerberg an Neffen Otto von Hollenburg vererbt; ⚭ Petrissa, Tochter der „nobilis mulier“ Judith von Feistritz
    1. Liutold, um 1145, 1165–1171 Abt von Stift Admont
    2. NNm

  2. Gebhard de Touernich
  3. Swiker II. von Hollenburg, Ministeriale von Graf Bernhard, ab 1142, vor 1164 „junior de Holenburch“, 1198 „ministerialis ducis de Styria“, ⚭ Rihza/Richardis von Frauenstein († vor 1164)
    1. Amelrich I. von Hollenburg, von 1175/1191 bis 1217, 1217 „ministerialis ducis Stirie“, ebenso 1217 Streit mit Stift Viktring
    2. Otto, 1191–1199 „von Hollenburg“, posthum um 1220/24 „de Stireberch“